# Pirolato
O pirolato (CP-32.387) é um medicamento anti-histamínico com uma estrutura química tricíclica que foi patenteado como um "antialérgeno". Nunca foi comercializado e existem muito poucas referências a ele na literatura.